# 秋山裕紀
秋山 裕紀（あきやま ひろき、2000年12月9日 - ）は、群馬県渋川市出身のプロサッカー選手。2. ブンデスリーガ・SVダルムシュタット98所属。ポジションはミッドフィールダー（MF）。

## 来歴
前橋FCから前橋育英高校に進学。2年時の全国高等学校サッカー選手権大会では優勝を経験した。2018年には前橋育英の伝統の「14」番を背負い、10月にはアルビレックス新潟に加入が内定した。
2019年よりアルビレックス新潟に加入した。10月19日、第37節アビスパ福岡戦でリーグ戦初出場を果たした。
2020年はシーズン開幕戦からスタメン出場し、以降コンスタントに出場機会を得るも、同年9月14日にJ3・アスルクラロ沼津への育成型期限付き移籍が発表された。沼津では加入初戦となる18節の福島ユナイテッドFC戦に途中出場でデビューすると、翌17節のセレッソ大阪U-23戦で先発、初得点を記録した。加入後約1か月半の間に8試合に出場し3得点するが、移籍元の新潟に負傷者が続出したことから10月30日に新潟へ復帰した。
2021年8月、鹿児島ユナイテッドFCに育成型期限付き移籍で加入した。シーズン終了後に新潟へ復帰した。
新潟復帰後はボランチとして活躍。2023年には、CIES Football Observatory（スイス拠点のサッカー研究機関）が発表する世界のベストパサーランキングで58位と日本人選手最高位を記録した。
2024年のJ1第8節コンサドーレ札幌戦でミドルシュートを決める。これがクラブのJ1通算600ゴールとなった。
2025年7月、買取オプション付きの期限付き移籍でドイツ・ブンデスリーガ2部のSVダルムシュタット98に加入した。

## 私生活
2024年1月、一般女性と入籍したことを発表した。

## 所属クラブ
- DIAVOLO(渋川市立長尾小学校)
- ANGELO（渋川市立長尾小学校）
- - 2015年 前橋FC（渋川市立子持中学校）
- 2016年 - 2018年 前橋育英高等学校
- 2019年 -  アルビレックス新潟
  - 2020年9月 - 同年10月  アスルクラロ沼津（育成型期限付き移籍）
  - 2021年8月 - 同年12月  鹿児島ユナイテッドFC（育成型期限付き移籍）
  - 2025年7月 -  SVダルムシュタット98（期限付き移籍）

## 個人成績
| 国内大会個人成績 | 国内大会個人成績 | 国内大会個人成績 | 国内大会個人成績 | 国内大会個人成績 | 国内大会個人成績 | 国内大会個人成績 | 国内大会個人成績 | 国内大会個人成績 | 国内大会個人成績 | 国内大会個人成績 | 国内大会個人成績 |
| 年度             | クラブ           | 背番号           | リーグ           | リーグ戦         | リーグ戦         | リーグ杯         | リーグ杯         | オープン杯       | オープン杯       | 期間通算         | 期間通算         |
| 年度             | クラブ           | 背番号           | リーグ           | 出場             | 得点             | 出場             | 得点             | 出場             | 得点             | 出場             | 得点             |
| 日本             | 日本             | 日本             | 日本             | リーグ戦         | リーグ戦         | リーグ杯         | リーグ杯         | 天皇杯           | 天皇杯           | 期間通算         | 期間通算         |
| ---------------- | ---------------- | ---------------- | ---------------- | ---------------- | ---------------- | ---------------- | ---------------- | ---------------- | ---------------- | ---------------- | ---------------- |
| 2019             | 新潟             | 25               | J2               | 6                | 0                | -                | -                | 0                | 0                | 6                | 0                |
| 2020             | 新潟             | 6                | J2               | 11               | 0                | -                | -                | -                | -                | 11               | 0                |
| 2020             | 沼津             | 33               | J3               | 8                | 3                | -                | -                | -                | -                | 8                | 3                |
| 2020             | 新潟             | 6                | J2               | 4                | 0                | -                | -                | -                | -                | 4                | 0                |
| 2021             | 新潟             | 6                | J2               | 0                | 0                | -                | -                | 1                | 0                | 1                | 0                |
| 2021             | 鹿児島           | 25               | J3               | 9                | 1                | -                | -                | -                | -                | 9                | 1                |
| 2022             | 新潟             | 6                | J2               | 20               | 1                | -                | -                | 1                | 0                | 21               | 1                |
| 2023             | 新潟             | 6                | J1               | 26               | 0                | 6                | 1                | 3                | 0                | 35               | 1                |
| 2024             | 新潟             | 6                | J1               | 36               | 2                | 9                | 0                | 2                | 0                | 47               | 2                |
| 2025             | 新潟             | 6                | J1               | 15               | 0                | 1                | 0                | 0                | 0                | 16               | 0                |
| 通算             | 日本             | 日本             | J1               | 77               | 2                | 16               | 1                | 5                | 0                | 98               | 3                |
| 通算             | 日本             | 日本             | J2               | 41               | 1                | -                | -                | 2                | 0                | 43               | 1                |
| 通算             | 日本             | 日本             | J3               | 17               | 4                | -                | -                | -                | -                | 17               | 4                |
| 総通算           | 総通算           | 総通算           | 総通算           | 135              | 7                | 16               | 1                | 7                | 0                | 158              | 8                |

出場歴
- Jリーグ初出場 - 2019年10月19日 J2第37節 アビスパ福岡戦（レベルファイブスタジアム）
- Jリーグ初得点 - 2020年9月22日 J3第17節 セレッソ大阪U-23戦（愛鷹広域公園多目的競技場）

## タイトル

### チーム
前橋育英高校
- 全国高等学校サッカー選手権大会（2017年）

アルビレックス新潟
- J2リーグ：1回（2022年）

### 個人
- 全国高等学校サッカー選手権大会・優秀選手（2018年）

## 代表・選抜歴
- 日本高校サッカー選抜
  - NEXT GENERATION MUCH（2019年）
  - デュッセルドルフ国際ユースサッカー大会（2019年）